# Ministeri d'Afers Exteriors de Rússia
Aquesta és una llista dels Ministres d'Exteriors del Tsarat Rus, l'Imperi Rus, la Unió Soviètica i la Federació Russa.

## Caps delPosolsky Prikaz, 1549-1699
- Ivan Viskovatii 1549-62
- Andrei Basiliev 1562-1570
- Germans Basili i Andrei Ixtxelkalov 1570-1601

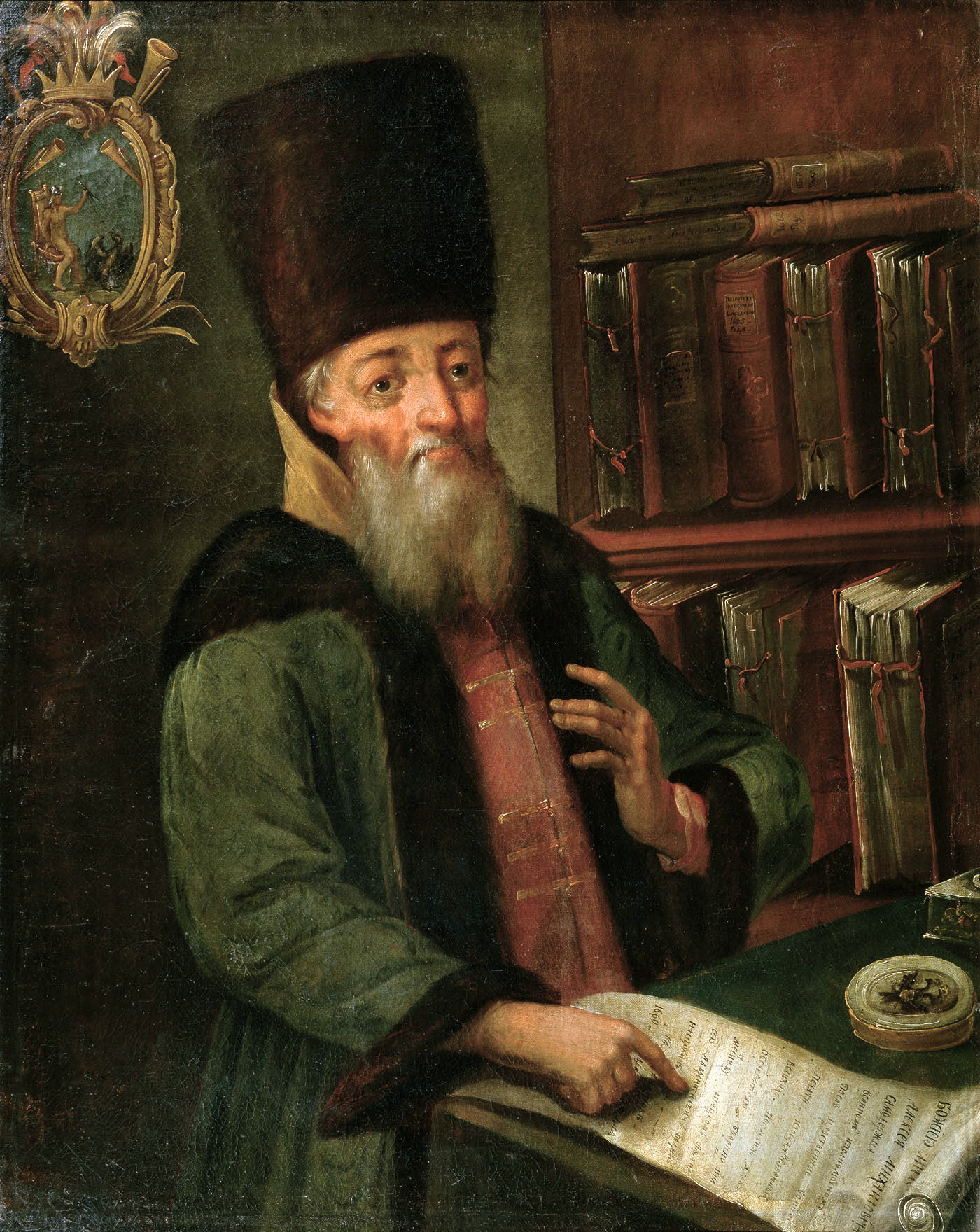
Afanasi Ordín-Naixtxokin

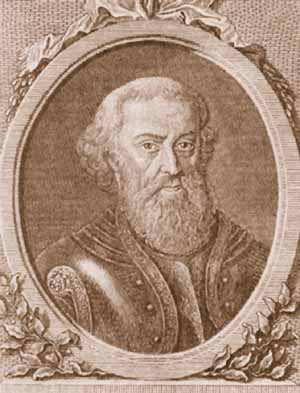
Artamon Matveiev

- Afanasi Vlasiev 1601-05
- Ivan Gramotin 1605-06Afanasi Ordín-NaixtxokinArtamon Matveiev
- Basili Telepnev 1606-10
- Ivan Gramotin 1610-12
- Piotr Tretiakov 1613-18
- Ivan Gramotin 1618-26
- Efim Telepnev 1626-30
- Fedor Likhatxov 1630-31
- Ivan Griazev 1632-34
- Ivan Gramotin 1634-35
- Fedor Likhatxov 1635-43
- Grigori Lvov 1643-46
- Nazari Txistoi 1647-48
- Mikhaïl Voloxeninov 1648-53
- Almaz Ivanov 1653-67
- Afanasi Ordín-Naixtxokin 1667-71
- Artamon Matveiev 1671-76
- Larion Ivanov 1676-80
- Basili Volinski 1680-82
- Basili Galitzine 1682-89
- Emelian Ukraintsev 1689-99
- Lev Narixkin 1697-99

## Cancellers i vicecancellers de l'Imperi Rus, 1699-1801

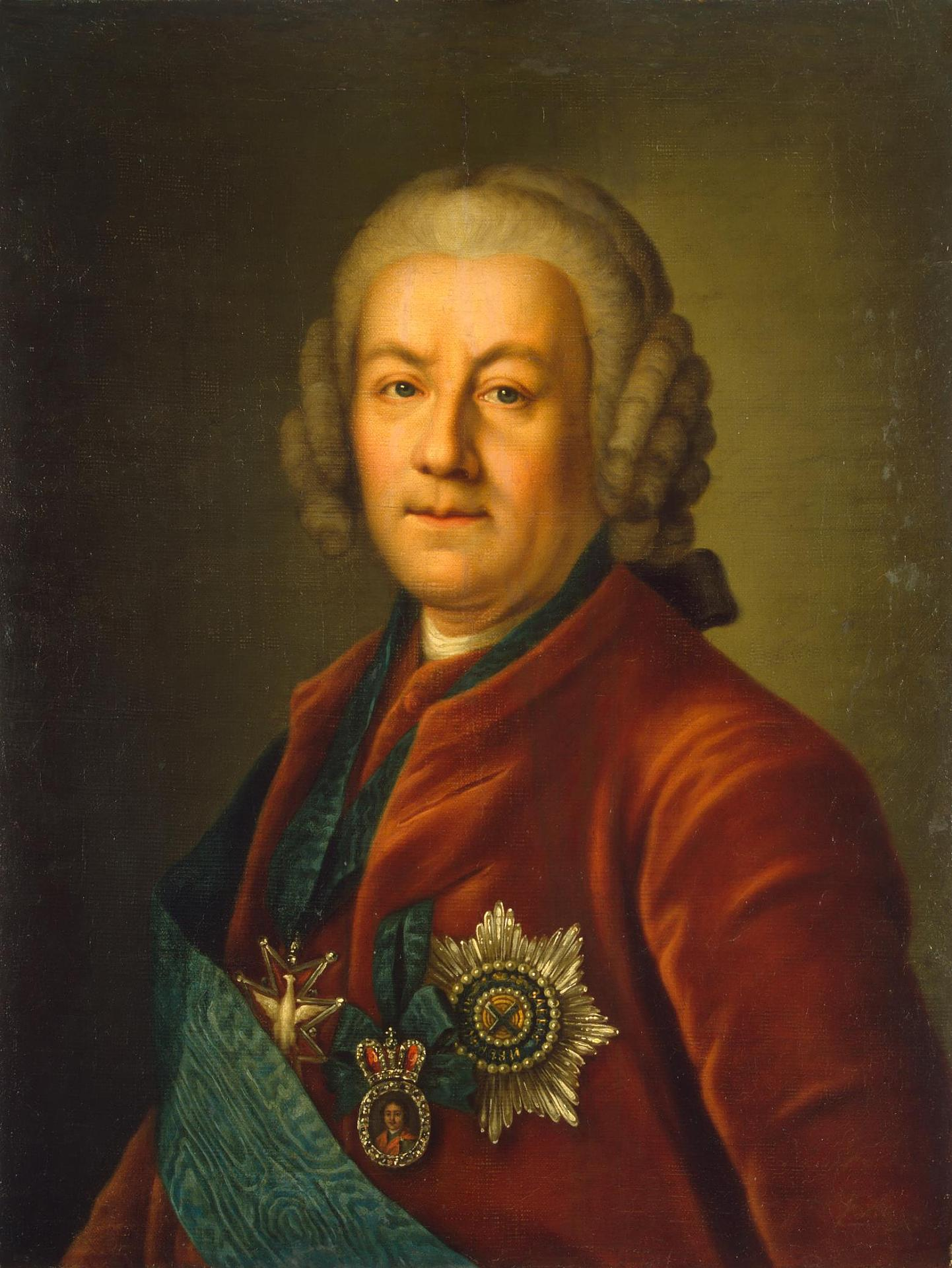
Aleksei Bestujev-Riumin

- Fiodor Golovin 1700-06
- Piotr Xafirov 1706-08 Aleksei Bestujev-Riumin
- Gavriil Golovkin 1706-34
- Andrei Osterman 1734-40
- Aleksei Txerkasski 1740-42
- Aleksei Bestujev-Riumin 1744-58
- Mikhaïl Vorontsov 1758-63
- Nikita Panin 1763-81
- Ivan Osterman 1781-97
- Aleksandr Bezborodko 1797-99
- Fiodor Rostoptxin 1799-1801
- Nikita Petròvitx Panin 1801

## Ministres d'Exteriors de l'Imperi Rus, 1801-1917
- Viktor Kotxubei 1801-02
- Aleksandr Vorontsov 1802-04
- Adam Jerzi Czartoriski 1804-06
- Andrei Budberg 1806-08
- Nikolai Rumiantsev 1808-14
- Karl Nesselrode 1814-56

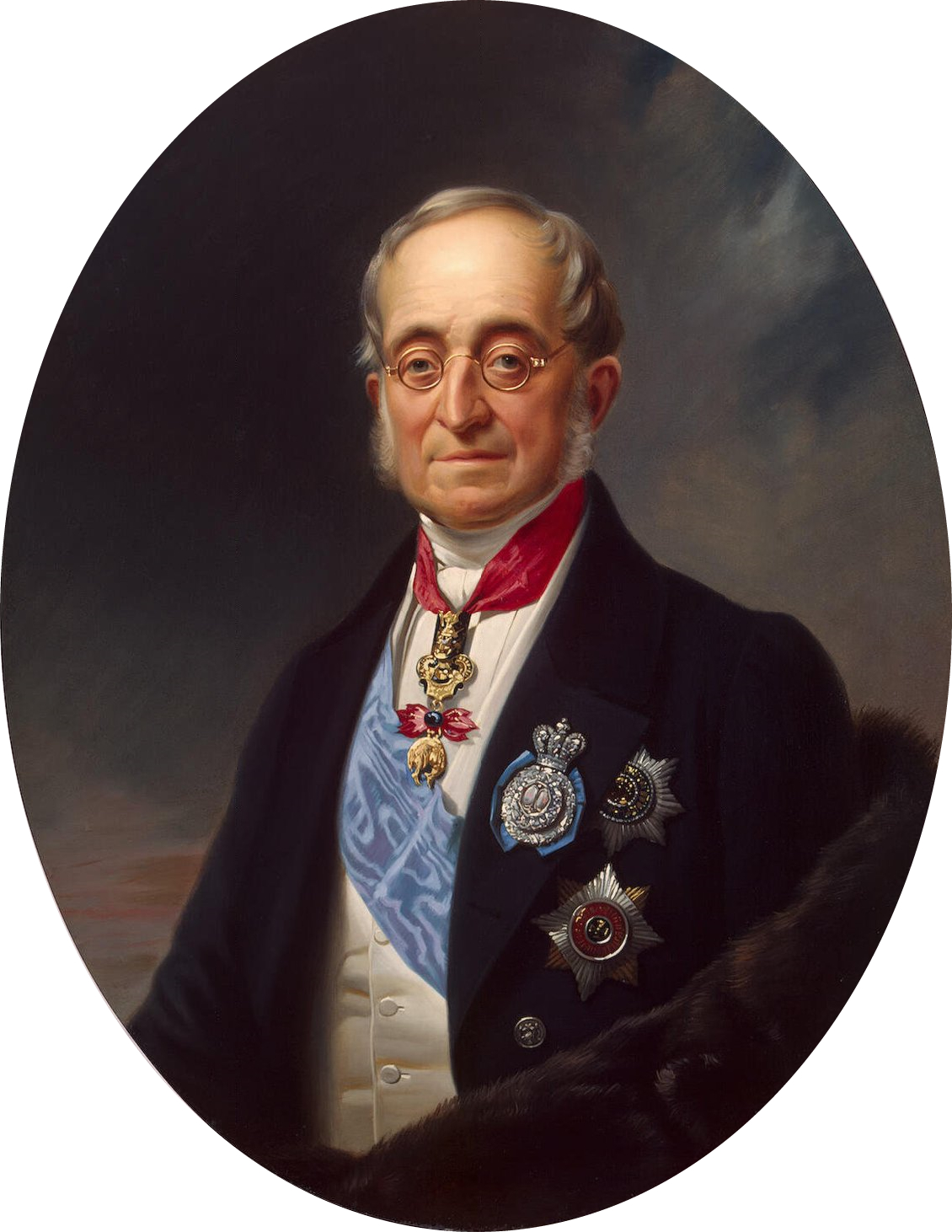
Karl Nesselrode

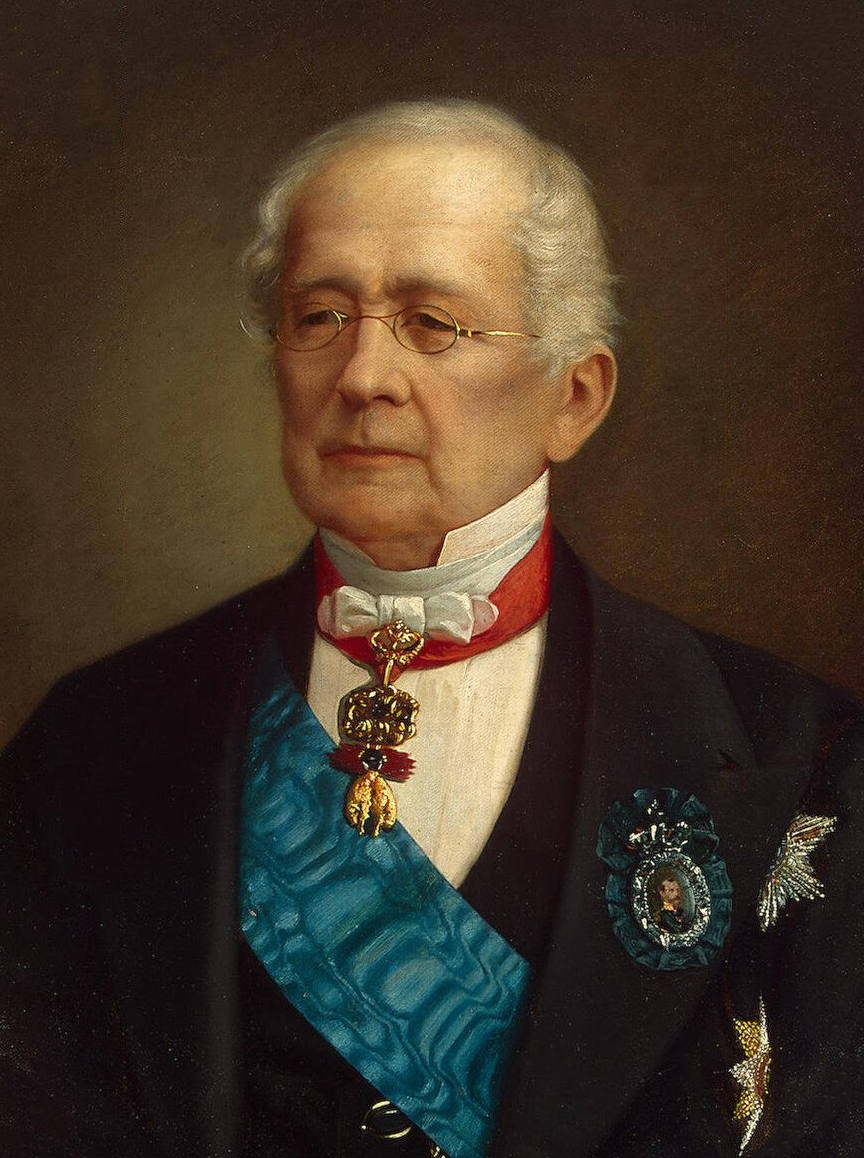
Alexander Gortxakov

- Ioannis Kapodístrias 1816-22 (conjuntament amb Nesselrode)
- Alexander Gortxakov 1856-82
- Nicholas de Giers 1882-95
- Alexei Lobanov-Rostovsky 1895-96
- Nikolay Shishkin 1896-97
- Mikhaïl Muravyov 1897-1900
- Vladimir Lambsdorff 1900-06
- Alexander Izvolski 1906-10
- Sergei Sazonov 1910-16
- Boris Stürmer 1916
- Nikolai Pokrovski 1916-17

## Ministres d'Exteriors delGovern Provisional Rus, 1917
- Pavel Miliukov Març-Maig, 1917
- Mikhaïl Tereixtxenko Maig-Octubre, 1917

## Ministres d'Exteriors de la Rússia Soviètica, 1917-1922

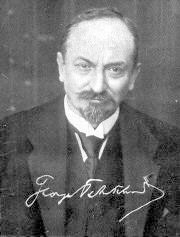
Georgy Chicherin

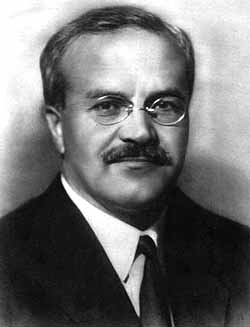
Viatxeslav Mólotov

- Lev Trotsky Novembre 1917-Març 1918
- Georgi Txitxerin 1918-22

## Ministres d'Exteriors de la Unió Soviètica, 1922-91
- Georgi Txitxerin 1922-30
- Maxim Litvinov 1930-39
- Viatxeslav Mólotov 1939-1949
- Andrei Vixinski 1949-1953
- Viatxeslav Mólotov 1953-1956
- Dmitri Xepilov Juny de 1956- Febrer de 1957
- Andrei Gromiko 14 de febrer de 1957- 27 de juliol de 1985
- Eduard Xevardnadze 28 de juliol de 1985- 20 de desembre de 1990
- Aleksandr Bessmertnikh 15 de Gener - 28 d'agost de 1991
- Boris Pankin 28 d'Agost – 14 de novembre de 1991
- Eduard Xevardnadze 19 de Novembre – 26 de desembre de 1991

## Ministres d'Exteriors de la Federació Russa, 1992-
- Andrei Kozirev 1991-96
- Ievgeni Primakov 1996-98
- Igor Ivanov 1998-2004
- Serguei Lavrov 2004-